# إقليم أياكوتشو
إقليم أياكوتشو (بالإنجليزية: Ayacucho Region)‏  هو أحد أقاليم بيرو، يتبع بيرو، عاصمته أياكوتشو، تبلغ مساحته 43814 كيلومتر مربع.

## معرض صور

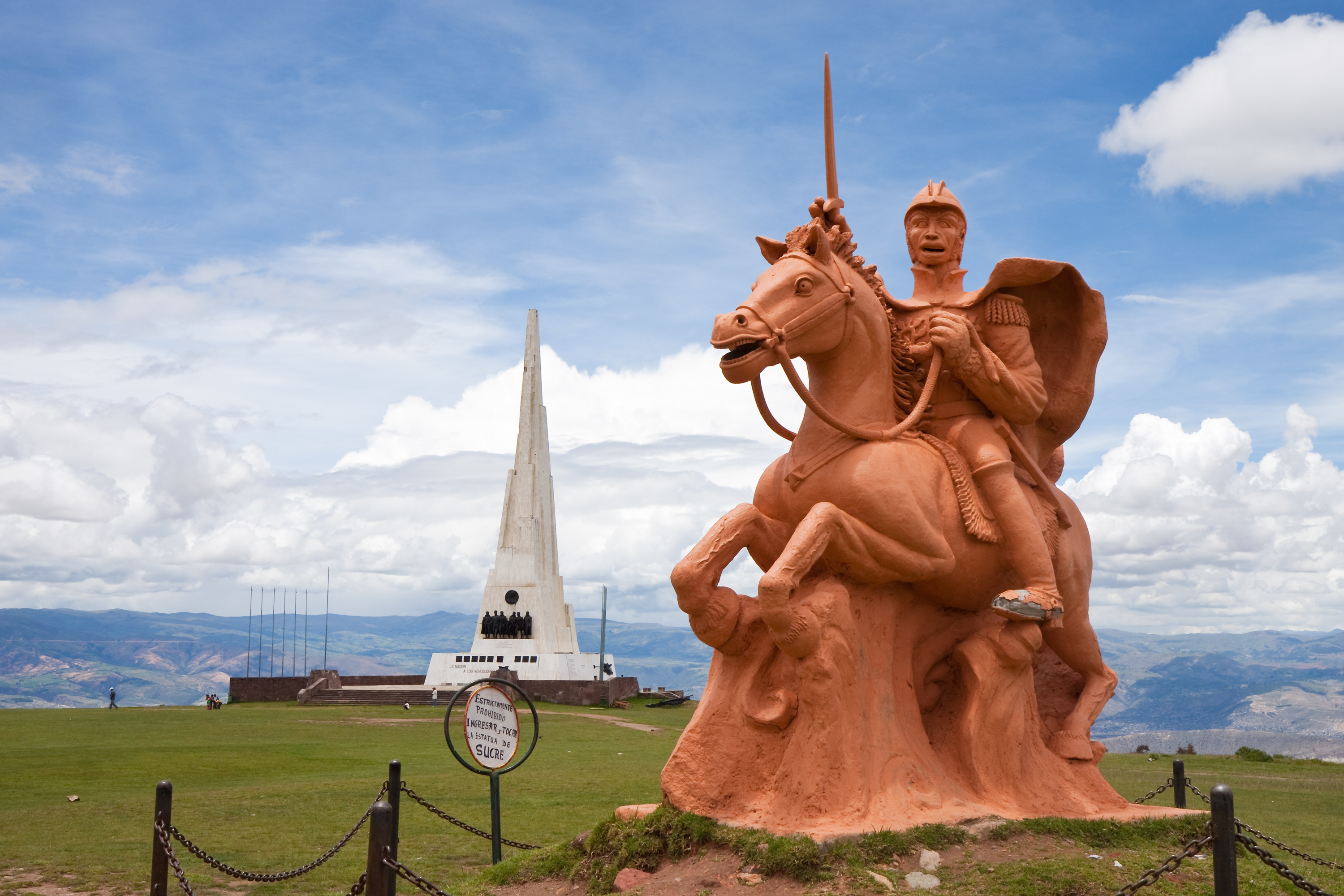
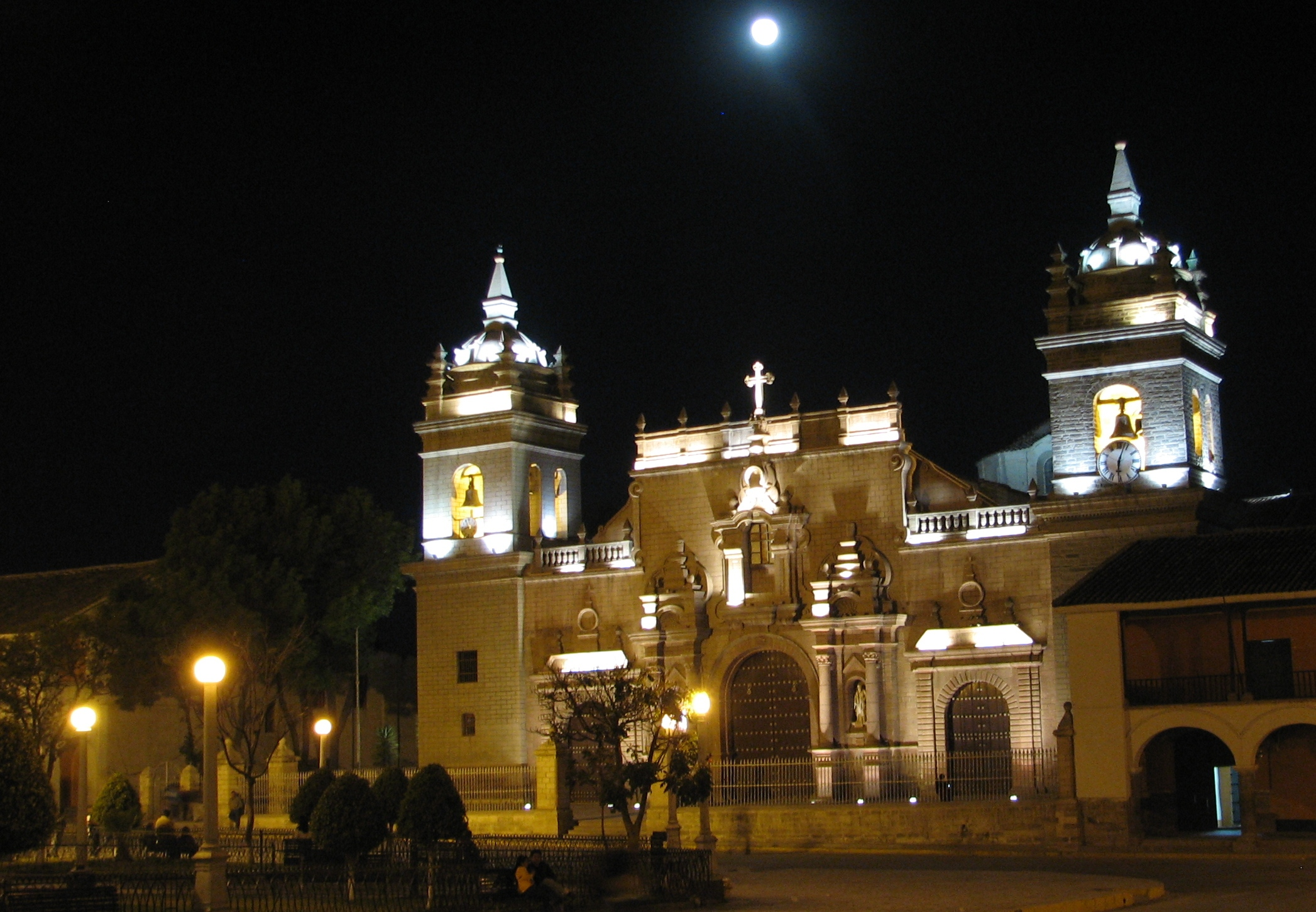
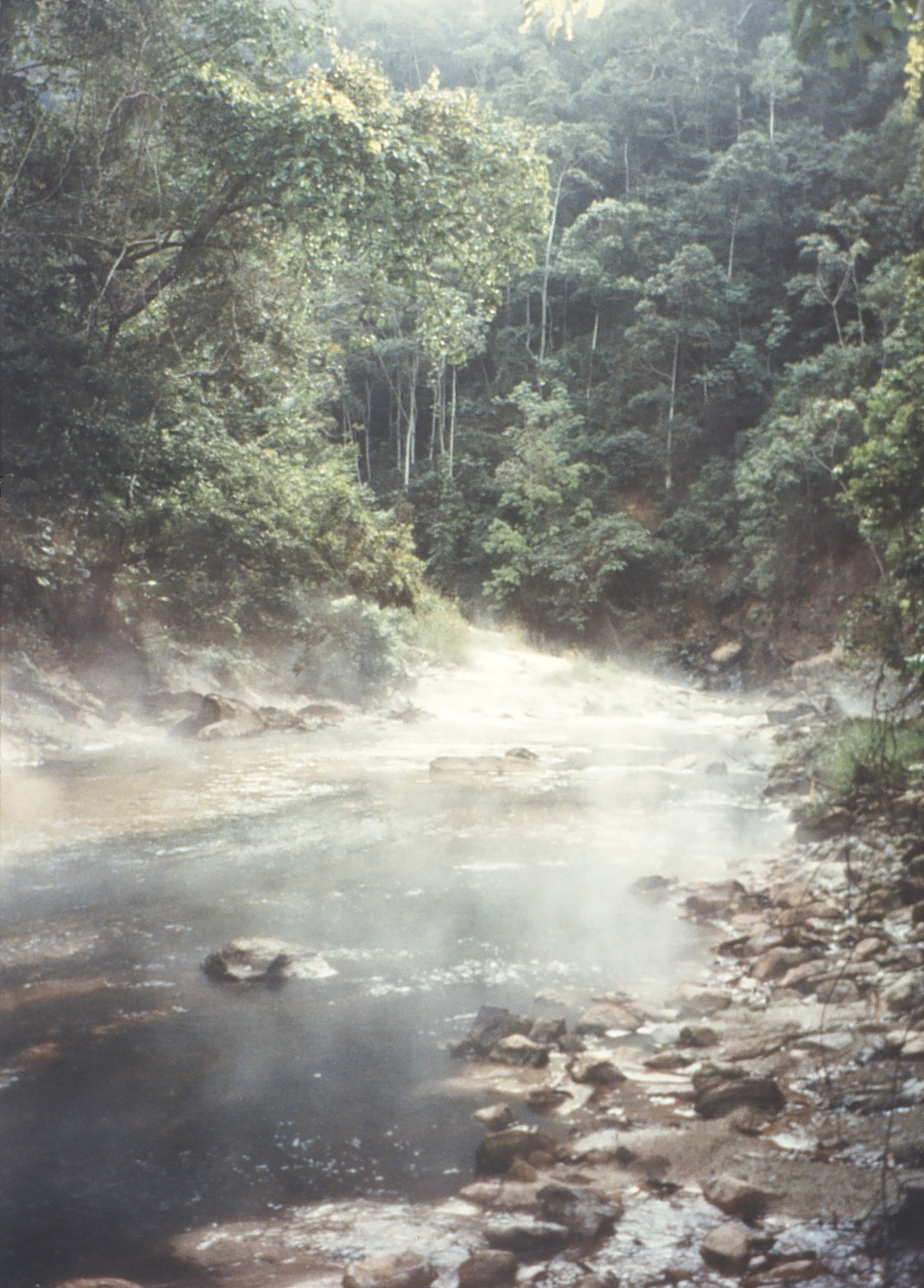
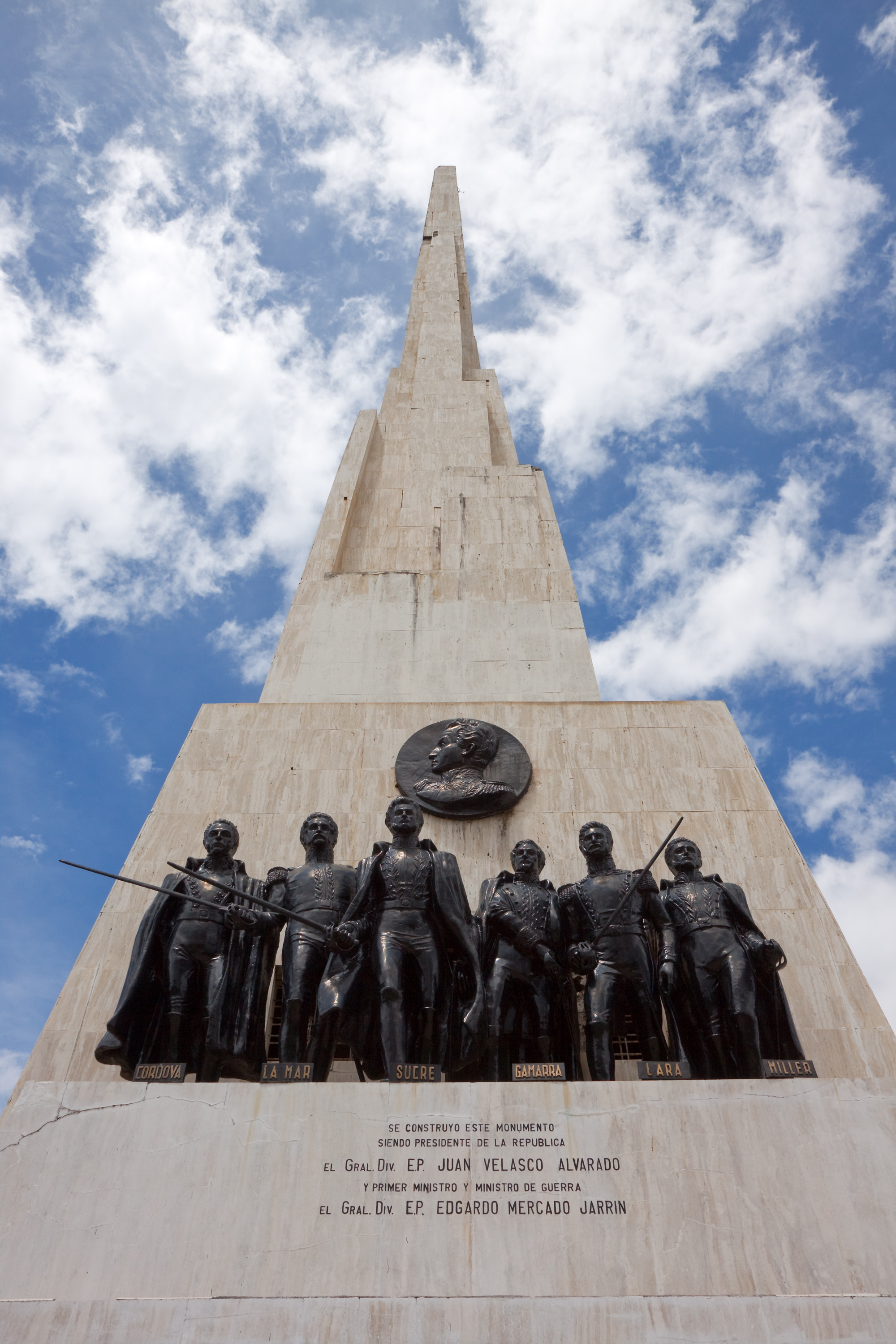

## الموقع
يشترك في الحدود مع:
- إقليم جونين
- إقليم أريكيبا
- إقليم إيكا
- إقليم أبوريماك
- إقليم قوسقو
- إقليم هوانكافليكا.